# Вспоминая Титанов
«Вспоминая Титанов» (англ. Remember the Titans) — фильм режиссёра Боаза Якина, основанный на реальных событиях. Реальная история чернокожего тренера и его команды, которые столкнулись с проблемой расовой дискриминации.

## Сюжет
Новым тренером школьной команды по американскому футболу приглашают Германа Буна. Он — темнокожий, и многие белые игроки команды бойкотируют матчи и тренировки, пока их прежний наставник не соглашается занять должность ассистента Буна. Но это только первое препятствие на пути тренера и команды, которая должна стать единым целым и принять своего нового тренера на пути к чемпионству штата.

## В ролях
| Актёр             | Роль              |
| ----------------- | ----------------- |
| Дензел Вашингтон  | тренер Герман Бун |
| Уилл Пэттон       | тренер Билл Йост  |
| Вуд Харрис        | Джулиус Кэмпбелл  |
| Райан Хёрст       | Джерри Бертье     |
| Дональд Фэйсон    | Пити Джонс        |
| Крэйг Кирквуд     | Джерри Харрис     |
| Итан Сапли        | Луи Ластик        |
| Кип Парду         | Ронни Басс        |
| Хейден Панеттьер  | Шерил Йост        |
| Николь Ари Паркер | Кэрол Бун         |
| Кейт Босуорт      | Эмма Хойт         |
| Эрл Пуатье        | Блю Стэнтон       |
| Райан Гослинг     | Алан Босли        |
| Берджесс Дженкинс | Рэй Баддс         |
| Нил Гант          | Фрэнки Гласко     |

## Награды и номинации
| Награды и номинации фильма «Вспоминая Титанов»      | Награды и номинации фильма «Вспоминая Титанов»                                    | Награды и номинации фильма «Вспоминая Титанов»                                                | Награды и номинации фильма «Вспоминая Титанов» | Награды и номинации фильма «Вспоминая Титанов» |
| Премия                                              | Категория                                                                         | Имя                                                                                           | Результат                                      |                                                |
| --------------------------------------------------- | --------------------------------------------------------------------------------- | --------------------------------------------------------------------------------------------- | ---------------------------------------------- | ---------------------------------------------- |
| Angel Awards 2001                                   | Художественный фильм                                                              |                                                                                               | Номинация                                      |                                                |
| BET Awards 2001                                     | Лучшая мужская роль                                                               | Дензел Вашингтон                                                                              | Победа                                         |                                                |
| Black Reel Awards of 2001                           | Лучший фильм                                                                      | Джерри Брукхаймер, Чед Оман                                                                   | Номинация                                      |                                                |
| Black Reel Awards of 2001                           | Лучшая мужская роль                                                               | Дензел Вашингтон                                                                              | Победа                                         |                                                |
| Blockbuster Entertainment Awards 2001               | Лучшая мужская роль                                                               | Дензел Вашингтон                                                                              | Номинация                                      |                                                |
| Blockbuster Entertainment Awards 2001               | Лучшая мужская роль второго плана                                                 | Вуд Харрис                                                                                    | Номинация                                      |                                                |
| BMI Film & TV Awards 2001                           | Лучшая музыка к фильму                                                            | Тревор Рэбин                                                                                  | Победа                                         |                                                |
| Американское общество специалистов по кастингу 2001 | Лучший кастинг для художественного фильма, драма                                  | Ронна Кресс                                                                                   | Номинация                                      |                                                |
| Премия Святого Христофора 2001                      | Художественный фильм                                                              | Боаз Якин, Грегори Аллен Ховард, Джерри Брукхаймер, Чед Оман, Майк Стенсон, Майкл Флинн       | Победа                                         |                                                |
| NAACP Image Award 2001                              | Лучший фильм                                                                      |                                                                                               | Победа                                         |                                                |
| NAACP Image Award 2001                              | Лучшая мужская роль                                                               | Дензел Вашингтон                                                                              | Победа                                         |                                                |
| NAACP Image Award 2001                              | Лучшая мужская роль второго плана                                                 | Вуд Харрис                                                                                    | Номинация                                      |                                                |
| NAACP Image Award 2001                              | Лучшая женская роль второго плана                                                 | Николь Ари Паркер                                                                             | Номинация                                      |                                                |
| NAACP Image Award 2001                              | Лучший молодой актёр/актриса                                                      | Кристен Ли Джонс                                                                              | Номинация                                      |                                                |
| Las Vegas Film Critics Society Awards 2000          | Лучший мужской дебют                                                              | Кип Парду                                                                                     | Номинация                                      |                                                |
| Las Vegas Film Critics Society Awards 2000          | Молодой актёр в кино                                                              | Хейден Панеттьер                                                                              | Номинация                                      |                                                |
| Motion Picture Sound Editors 2001                   | Лучшее звуковое редактирование — музыка (зарубежная и отечественная)              | Уилл Каплан                                                                                   | Номинация                                      |                                                |
| Motion Picture Sound Editors 2001                   | Лучшее звуковое редактирование — диалог и ADR, отечественный художественный фильм | Роберт Л. Сефтон, Кристофер Т. Уэлш, Джули Финер, Синди Марти, Гастон Бирабен, Сухайль Кафити | Номинация                                      |                                                |
| Phoenix Film Critics Society Awards 2001            | Лучшее исполнение молодежью ведущей или вспомогательной роли                      | Хейден Панеттьер                                                                              | Номинация                                      |                                                |
| Political Film Society 2001                         | Права человека                                                                    |                                                                                               | Победа                                         |                                                |
| Political Film Society 2001                         | Разоблачение                                                                      |                                                                                               | Номинация                                      |                                                |
| Спутник 2001                                        | Лучшее выступление актёра в кино, драма                                           | Дензел Вашингтон                                                                              | Номинация                                      |                                                |
| Teen Choice Awards 2001                             | Фильм — драма/приключения                                                         |                                                                                               | Номинация                                      |                                                |
| Молодой актёр 2001                                  | Лучший семейный художественный фильм — драма                                      |                                                                                               | Номинация                                      |                                                |
| Молодой актёр 2001                                  | Лучшее исполнение в художественном фильме — молодая женская роль второго плана    | Хейден Панеттьер                                                                              | Победа                                         |                                                |